# 小行星15342
小行星15342（15342 Assisi）是一颗绕太阳运转的小行星，为主小行星带小行星。该小行星于1994年4月3日发现。

## 轨道参数
小行星15342的轨道半长轴为3.0902863 UA，离心率为0.127。